# یواس‌اس سی برد (۱۸۶۳)
یواس‌اس سی برد (۱۸۶۳) (به انگلیسی: USS Sea Bird (1863)) یک کشتی بود که طول آن ۵۹ فوت ۸ اینچ (۱۸٫۱۹ متر) بود.